# 廣埜神社
廣埜神社（ひろのじんじゃ）は、高知県高岡郡中土佐町上ノ加江にある神社。旧社格は郷社。

## 祭神
主祭神は息長帯姫命である。相殿として、倉稲魂神、武内宿禰命を祭る。
隣地区の久礼八幡宮の主祭神、応神天皇の生母を祭ることから、両社は密接な関係にあると考えられる。神功皇后の故事から、当社は特に安産のご利益があるとされる。

## 歴史
詳細な由来等は1707年（宝永4年）の宝永の大地震による津波で旧記流失のため不明であるが、古来より上ノ加江の総鎮守として崇敬されてきた。1588年（天正16年）の長曽我部地検帳には「山サキ ヒロノ大明神」とある。

## 祭事
- 1月1日：歳旦祭
- 旧暦2月初午：初午大祭…稲荷大神を祭る。
- 6月30日：夏越大祓
- 10月8日：秋季大祭…神功皇后を祭る廣埜神社の例祭。
- 12月31日：年越し大祓

春の初午大祭と10月の秋大祭では「おなばれ」と呼ばれる御神幸がある。初午祭では相殿である稲荷神を祭り、神輿にも稲荷神の神霊を奉遷する。
秋の大祭が、廣埜神社主祭神の神功皇后を祭る例祭であり、上ノ加江で最も大きな祭である。
おなばれでは春秋ともに、地元漁師による「太刀練り」が神輿を警護し、神幸行列を先導する。
また秋の大祭では「花取り踊り」が網代地区および上ノ加江小学校児童により奉納される。
「太刀練り」「花取り踊り」は町の無形民俗文化財に指定されている。

## 境内社
神社境内には、以下の三社がある。
- 平田神社：平田兵庫守兼親を祭る。1809年（文化6年）創建。
- 白皇神社：平田神社と共に祭る。
- 中山神社：上ノ加江にかつて実在した修験者「源岳法印」を祭る。

## 現地情報
所在地
- 高知県高岡郡中土佐町上ノ加江2804番

交通アクセス
- 最寄駅：JR四国土讃線土佐久礼駅下車後、車・バスで約10分